# Thyenula wesolowskae
Thyenula wesolowskae es una especie de araña saltarina del género Thyenula, familia Salticidae. Fue descrita científicamente por Zhang & Maddison en 2012.
Habita en Sudáfrica.